# Lypha noctifer
Lypha noctifer là một loài ruồi trong họ Tachinidae.